# Helicarion
Helicarion es un género de moluscos pulmonados terrestres perteneciente a la familia Helicarionidae. El género fue descrito inicialmente por André Étienne d'Audebert de Férussac en 1821. Es el género típico de la familia Helicarionidae.

## Especies
En este género se han reconocido las siguientes especies:
- Helicarion australis Reeve, 1862
- Helicarion castanea (Pfeiffer, 1853)
- Helicarion cuvieri Férussac, 1821 - type species[3]
- Helicarion leopardina Iredale, 1941
- Helicarion mastersi Cox, 1868
- Helicarion perfragilis
- Helicarion porrectus, also known as Mysticarion porrectus Iredale, 1941
- Helicarion rubicundus Dartnall & Kershaw, 1978